# Hyalonema polycaulum
Hyalonema polycaulum är en svampdjursart som beskrevs av Lendenfeld 1915. Hyalonema polycaulum ingår i släktet Hyalonema och familjen Hyalonematidae. Inga underarter finns listade i Catalogue of Life.